# WONDERFUL MOMENT
「WONDERFUL MOMENT」（ワンダフル・モーメント）は、1979年9月25日に発売された松崎しげるの21枚目のシングル。

## 解説
本楽曲は、松崎主演のTBS系テレビドラマ「噂の刑事トミーとマツ」の主題歌として採用され、ドラマのエンディングに1コーラスが使用されている。
作詞は八神純子とのコンビでヒットを飛ばし、後に松田聖子を始めアイドル歌謡全盛期に活躍する三浦徳子、作曲は「およげ!たいやきくん」などを手掛けた佐瀬寿一、編曲は当時新進気鋭であった小笠原寛が担当している。また、ザ・ワイルドワンズの植田芳暁がコーラス・アレンジを行い、植田が当時率いていたバンド・サーフ・ライダースがコーラスに参加している。
松崎は本楽曲で第9回東京音楽祭（1980年）世界大会に出場し銀賞を獲得した。

## 収録曲
- 両楽曲共に、編曲：小笠原寛

1. WONDERFUL MOMENT [04:05]
作詞：三浦徳子／作曲：佐瀬寿一／コーラス・アレンジ：植田芳暁
2. 16 BEAT SENSATION [03:13]
作詞：門谷憲二／作曲：大野雄二